# Sciurus igniventris
Sciurus igniventris е вид бозайник от семейство Катерицови (Sciuridae).

## Разпространение
Видът е разпространен в Бразилия, Венецуела, Еквадор, Колумбия и Перу.